# 成員顏色

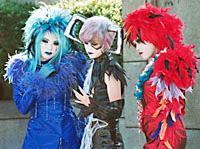
視覺系樂團MALICE MIZER的成員顏色

成員顏色（日语： menbā karā ，member color）是日本流行音樂團體從事音樂活動，每個不同成員被指定的代表顏色（ imēji karā，image color），經常是設置在偶像團體，但也有少部分搖滾樂隊有這種設定。
日本流行娛樂偶像成員的顏色法則，可以溯源至特攝《超級戰隊系列》的強大影響力。 自從1975年播出為期長達兩年的《秘密戰隊五連者》特攝劇集，成功塑造對成員分配顏色的習慣。
東映董事總經理鈴木武幸受訪指出，這種設計已經使用超過多年仍未落伍。 每個成員根據不同的性格特質，分配不同的印象顏色，在漫畫、動畫、虛擬偶像等流行娛樂，都有相當程度的影響力。

## 日本偶像團體

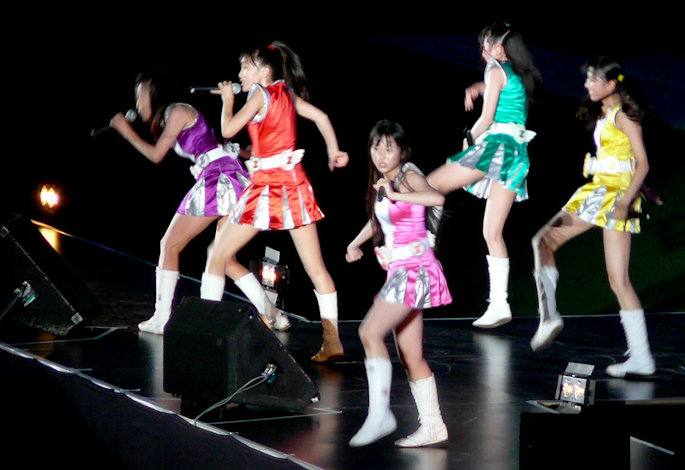
桃色幸運草Z表演時的服裝搭配顏色

### 傑尼斯事務所
傑尼斯事務所所屬偶像組合的成員顏色，與特攝英雄的目的略有不同，著重於在大型演唱會的舞台，觀眾能夠輕易的區別偶像身份，而不是用來呈現性格的特質。所以嚴格上來說，很多成員其實沒有官方設定的顏色，並且也沒有固定的搭配顏色；然而在很多情況下，歌迷已經為偶像指定某個「公式化」的顏色。

### 早安家族
早安家族所屬的偶像組合，於2000年的電影《Pinch Runner》已經有官方制定的成員顏色。最初的成員顏色是以服裝、麥克風等作出劃分，自2005年巡迴演唱會以後，成員的T恤和商品已經廣泛採用不同顏色。原型是2004年秋季巡演時部分服裝的顏色，飯田圭織=綠色、矢口真里=薰衣草色、石川梨華=深粉色、吉澤瞳=紫色、高橋愛=黃色、小川麻琴=藍色、紺野麻美=粉紅色、新垣里沙=黃綠色、藤本美貴=紅色、龜井繪里=橙色、道重沙由美=檸檬黃色、田中麗奈=淺藍色，除了飯田在冬季畢業之外，其他成員的顏色都有直接繼承，至今每個組合成員都有明確指定的顏色，歌迷在音樂會上也被推薦，針對不同對象使用應對顏色的熒光棒；因此，早安家族是首個使用成員顏色的日本偶像團體。

### 其他偶像團體
除此之外，其他一些經紀公司所屬的偶像團體都有成員顏色的規定，音樂製作人福田幹大曾經明確斷言，成員顏色是起源於超級戰隊。 舉個例子來說，風男塾成員的藝名不僅加入顏色，還有官方設定的人物屬性。

## 戰隊英雄
日本著名特攝電視劇《超級戰隊系列》為成員顏色打下深厚的基礎，源於當時昭和時代的彩色電視逐漸普及，攝製組希望通常強烈及形象分明的鮮豔顏色，吸引觀眾的注意力。

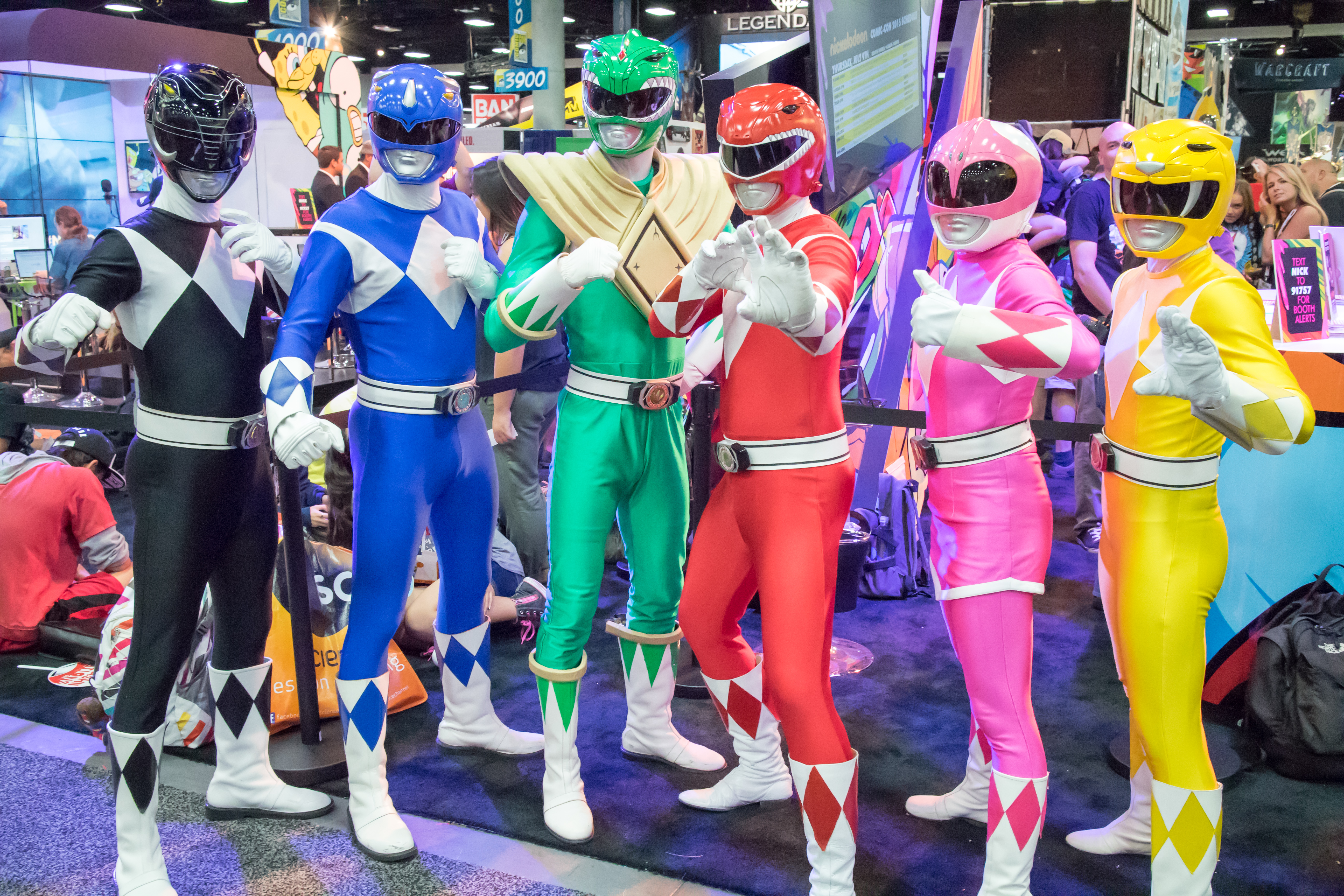
超級戰隊衍生作品《金剛戰士系列》的角色扮演

紅色被選為代表正義領導者的顏色，或許有一部分原因是紅色有強烈的存在感，形成一種普遍的共識。 這種感染力也影響到熱血少年、魔法少女及偶像漫畫的組合角色設定，動漫人物在設計草案的時候，經常通過主色的概念賦予人物性格的形象。
《超級戰隊系列》在許多各種不同的顏色當中，最常使用紅色、藍色、黃色、綠色、粉紅色、黑色、白色的基本顏色，追加使用金色、銀色的金屬顏色，以及使用過橙色、紫色、緋紅色、紺色、灰色、水色、茶色、鋼青色的其他顏色。

## 代表顏色
印象顏色（イメージカラー）是象徵色彩給人的心境感覺， 日本娛樂媒體經常會公開討論，以及票選明星藝人的代表顏色。

  紅色
紅色象徵著勇氣、熱情、活力、激情、興奮、愛情的顏色，隊伍的核心人物往往搭配這個顏色。
  橘色
橘色象徵著秋意、豐收的顏色。
  黃色
黃色象徵著樂觀、激勵、陽光、希望、幸福、喜悅的顏色，另一方面可能給出警告或危險的形象。
  綠色
綠色象徵著自然、清新、安寧、平靜、治愈、環保的顏色。
  藍色
藍色象徵著冷靜、安靜、知性、嚴肅、信賴的顏色，另一方面也可能給人一種悲傷、抑鬱或孤單的形象。
  紫色
紫色象徵著神秘、美麗、性感、靈性的顏色。
  白色
白色象徵著純潔、優雅、整潔、神聖、和平的顏色。
  黑色
黑色象徵著嚴肅、老練、深沉的顏色，另一方面給人充滿神秘和魔力的形象。
  金色
金色象徵著輝煌、高貴、豪華、光榮的顏色。
  銀色
銀色象徵著冷酷、科技、先進的顏色。
  褐色
褐色象徵著穩重、大地的顏色，另一方面可能給人一種頑固的感覺。
  灰色
灰色象徵著沉穩的顏色，但也有一種暗淡不安的感覺。
  粉紅色
粉紅色象徵著可愛、柔軟、溫柔、溫暖的顏色，一般很少使用於男性，但傑尼斯事務所的藝人，會將粉紅色的形象使用於可愛、性感和中性的男性。

## 相似概念

### 隊伍及團體顏色
隊伍顏色（チームカラー）使用於區分「互相對抗的兩個組別」的顏色，起源於平安時代末期源平合戰的紅白，延伸到NHK紅白歌合戰，以至於體育運動的學校、棒球、足球等更多隊伍的顏色。
AKB48及其姊妹團體組成的AKB48集團、日本索尼音樂娛樂旗下的坂道系列，以及其他類似的大型偶像團體組合，每個團體及其下編組的分隊，都有各自所屬的團體顏色（グループカラー）。

### 應援顏色
日本流行音樂歌迷雖然也會使用單一顏色的燈光，將演唱會場照亮，但嚴格來說，並不完全等於中国选秀节目及韓國流行音樂的專屬應援顏色意義，更著重於顏色符號所代表的形象意義。
2002年夏，早安少女組子團體蒲公英進行重新整編，第一期成員於9月23日舉辦一場畢業演唱會活動，將整個場地填滿黃色的熒光燈，就像身處在曠野的蒲公英花田，是日本流行音樂首次出現應援顏色的概念。
2012年3月16日，作為富士電視系列節目策劃的一部分，東京鐵塔以藍、紅、綠、黃、紫五種顏色點亮，這是嵐的成員顏色，是東京鐵塔首次以5種顏色作出特別限定亮燈。

## 外部連結
- （页面存档备份，存于）（日語）
- （页面存档备份，存于）（日語）